# Michaël Delafosse

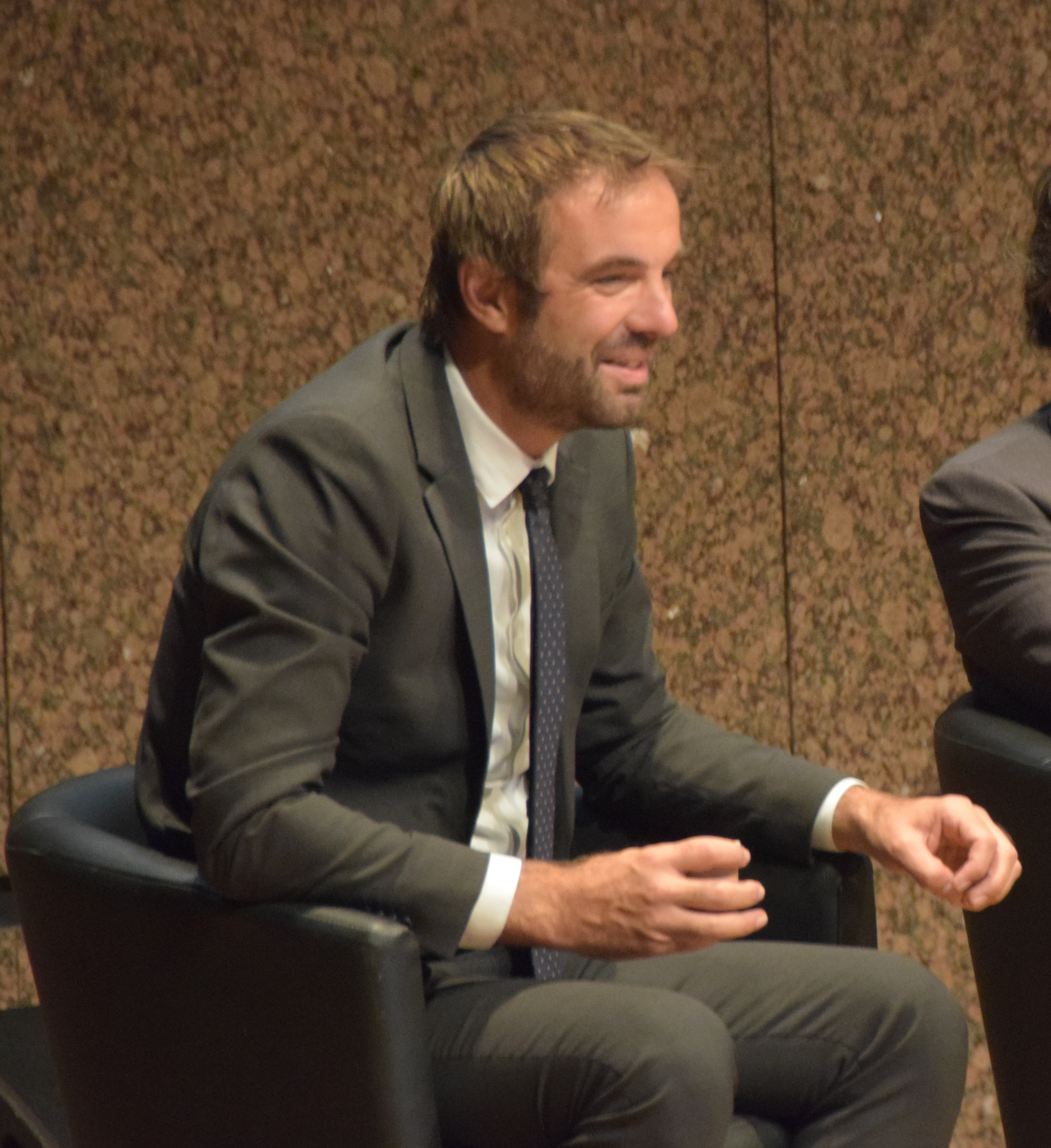
Michaël Delafosse

Michaël Delafosse (geboren am 13. April 1977 in Paris) ist ein französischer Politiker.
Er ist Mitglied der Sozialistischen Partei (PS) und war von 2015 bis 2020 Mitglied des Départementrats des Départements Hérault. 2020 wurde er zum Bürgermeister von Montpellier und zum Präsidenten der Montpellier Méditerranée Métropole gewählt.

## Persönliches
Delafosse ist der Sohn eines Psychiaters und einer Hausfrau. Er ist mit Anne Lise Barral verheiratet, einer stellvertretenden Leiterin am Centre Hospitalier Universitaire de Nîmes (CHU), die für medizinische Angelegenheiten zuständig ist. Er ist Vater von zwei Kindern. Er war Lehrer am Collège Fontcarrade.
Delafosse hat als Abschluss das Diplom DEA in Stadtgeografie an der Universität Paul-Valéry Montpellier 3 und ein CAPES-Diplom in Geschichte und Geografie, er unterrichtete diese Fächer am Collège Fontcarrade in Montpellier.

## Politische Laufbahn
Delafosse ist seit dem Alter von 16 Jahren Mitglied der Parti socialiste An der Schule betätigte er sich in der Schülervertretung; er gehörte zu den Mitbegründern der Union nationale lycéenne (UNL). Während des Studiums setzte er diesen Weg fort, indem er mit 21 Jahren nationaler Vizepräsident der Unef-ID wurde. Er war von 2003 bis 2006 Vorsitzender von La Mutuelle des étudiants (LMDE).
Er wurde 2008 in den Stadtrat von Montpellier gewählt und war zunächst stellvertretender Bürgermeister für Kultur und dann für Stadtplanung.
Bei den Kommunalwahlen 2014 in Montpellier, in den Vorwahlen geschlagen, stand er auf der PS-Liste von Jean-Pierre Moure, die nach dem Kandidaten der linken Liste Philippe Saurel, auf dem zweiten Platz landete. Er wurde als Oppositionspolitiker in den Stadtrat von Montpellier gewählt.
Bei den Departementswahlen 2015 wurde er zum Mitglied des Departementsrats des Departements Hérault im Kanton Montpellier-2 gewählt. Er war Philippe Saurels Hauptgegner auf der linken Seite.

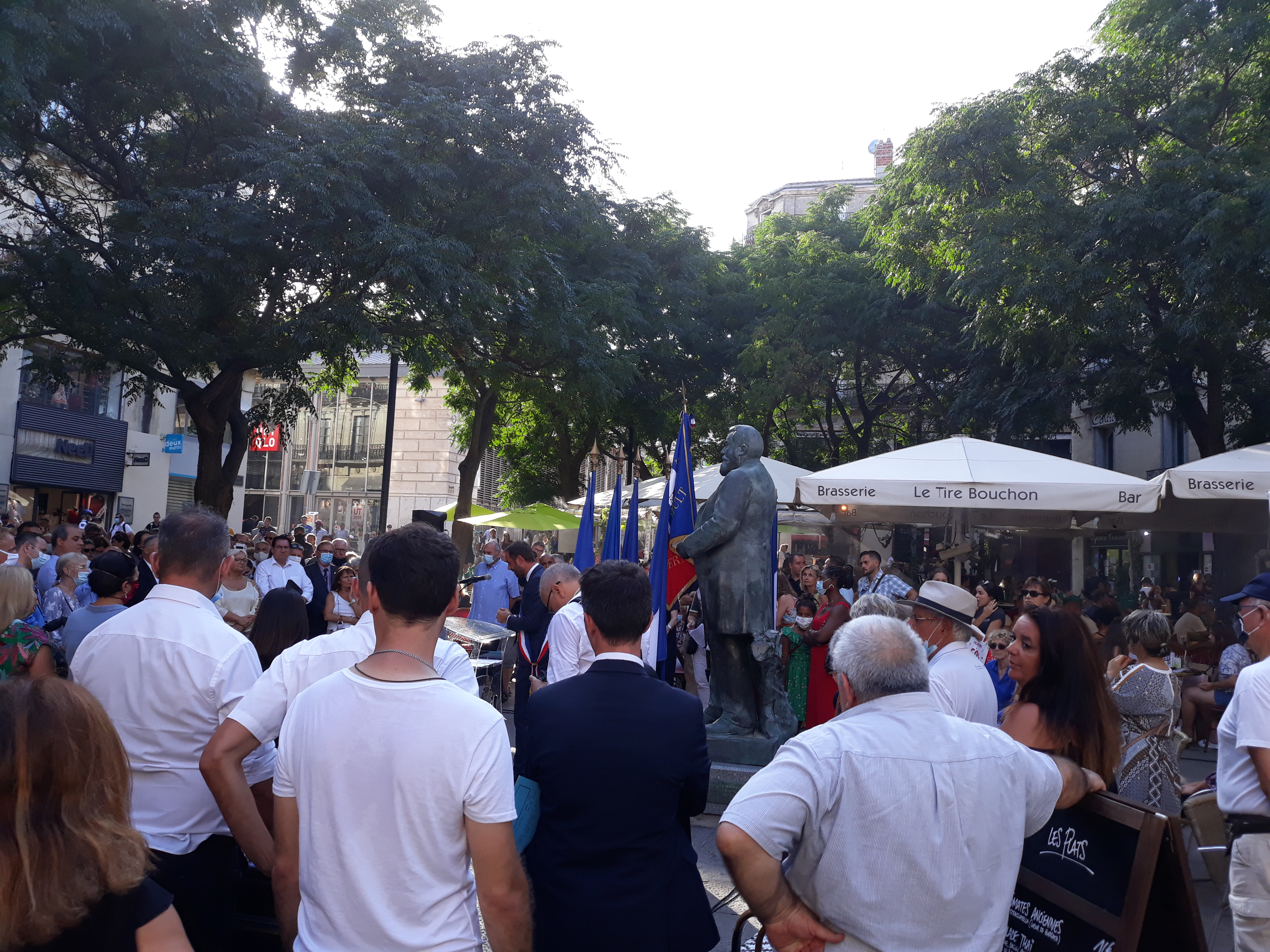
Michaël Delafosse diskutiert am 31. Juli 2020 auf der Place Jean-Jaurès.

Im Jahr 2020 stellte er bei den Kommunalwahlen die Liste „La gauche qui nous rassemble“ (Die Linke, die uns zusammenbringt) auf. Im ersten Wahlgang standen sich 14 Listen gegenüber, darunter drei Listen der Grünen. Die Liste von Michaël Delafosse belegte den zweiten Platz hinter der Liste des amtierenden Bürgermeisters. Für den zweiten Wahlgang verbündete er sich mit der offiziellen Liste von Europe Écologie Les Verts, die von Coralie Mantion angeführt wurde, und präsentierte die Liste „Montpellier unie solidaire écologiste laïque innovante“ (Montpellier vereint – solidarisch – ökologisch – laizistisch – innovativ). In seinem Programm schlug er unter anderem vor, den öffentlichen Nahverkehr für die Einwohner der Metropole kostenlos zu machen und das Projekt eines großen Einkaufszentrums Ode à la mer in Pérols zu vertagen. Er gewann die Wahl mit 47,2 % der Stimmen, gegenüber 34,6 % für Philippe Saurel und 18,1 % für die Liste von Mohed Altrad. Er wurde vom Gemeinderat am 4. Juli 2020 zum Bürgermeister von Montpellier gewählt. Sein Mandat im Départementsrat gab er auf, der Ersatzkandidat rückte nach. Am darauffolgenden 15. Juli wurde er zum Präsidenten der Montpellier Méditerranée Métropole gewählt.
Als Bürgermeister von Montpellier hat er nach eigenen Angaben die Sicherheit zu seiner Priorität gemacht, insbesondere in Abstimmung mit dem Innenminister Gérald Darmanin. Außerdem stellte er Olivier Nys, den ehemaligen Generaldirektor für Dienste von Gérard Collomb bei der Metropolregion Lyon, ein, um die Verwaltung der Metropolregion und der Stadt Montpellier zu „vereinfachen“. Diese Wahl stößt aufgrund des Profils und der Aufgabe, die Olivier Nys zugewiesen wurde, auf Kritik
Er unterstützte Anne Hidalgo im Vorfeld der Präsidentschaftswahl 2022. Er stand der früher von Olivier Faure allein geführten Spitze der Sozialistischen Partei kritisch gegenüber. Er steht Bernard Cazeneuve und Carole Delga, der Vorsitzenden des Regionalrats von Okzitanien, nahe. Gegenüber der Zeitung Le Figaro erklärte er im Juli 2021, dass Premierminister Jean Castex „eines Tages als einer der besten Premierminister der V. Republik wahrgenommen werden wird, da er ein offenes Ohr für die Anliegen der lokalen Abgeordneten hat“.
Bei der Kampagne für die Parlamentswahl im Mai 2022 folgte er nicht dem Abkommen für die Nouvelle Union populaire écologique et sociale (zwischen France insoumise, EELV, PCF und PS), das er für die Situation in Montpellier für ungeeignet hielt, und unterstützte die Kandidatur von Fatima Bellaredj in Montpellier unter dem Etikett „Mehrheit in Stadt, Departement und Region“. Dementsprechend kündigte er an, eine Kandidatur zu unterstützen, die die derzeitige Führung der PS im Hinblick auf den Kongress, der Ende Januar 2023 in Marseille stattfand, herausforderte. Er äußerte, dass „diese Richtung nicht beibehalten werden sollte“. Er setzte dies um, indem er den Antrag für den Kongress mit dem Titel Neugründungen unterzeichnete, der unter anderem vom Bürgermeister von Rouen, Nicolas Mayer-Rossignol, und der Stadträtin von Paris, Lamia El Aaraje, getragen wurde.

## Schriften
- Qu'est-ce que la mutuelle des étudiants?. L'Archipel, Paris 2006. ISBN 2-84187-620-9.
- La santé des étudiants 2005-2006. Éditions de la Vie universitaire, Paris 2006.